# Frangula austrosinensis
Frangula austrosinensis là một loài thực vật có hoa trong họ Táo. Loài này được Hatus. mô tả khoa học đầu tiên năm 1937.